# Carlo Crivelli (Maler)

Madonna Cook, 1470, Washington, National Gallery

Carlo Crivelli (* zwischen 1430 und 1435 in Venedig; † vor dem 3. September 1495 wahrscheinlich in Ascoli Piceno) war ein italienischer Maler.

## Leben
Carlo Crivelli stammte ursprünglich aus Venedig, bildete sich in Padua weiter, arbeitete anschließend im südlichen Teil der italienischen Region Marken und wurde, mit Ausnahme Veneziens, zum bedeutendsten lebenden Künstler im adriatischen Raum. Durch den Einfluss Donatellos, dem er vor allem in seiner Jugend ausgesetzt war, stand Crivellis Kunst in einem Spannungsverhältnis zwischen perspektivistischen Neuerungen und einem starken Expressionismus, wobei er, vor allem in seinen Zeichnungen, durch detailgenaue Darstellung brilliert. Jedoch sind Crivellis Werke gleichermaßen geprägt vom spätgotischen Dekorativismus, was sich vor allem an der Behandlung bunten Marmors, kostbarer Gewänder sowie von Früchten, Tieren und goldenen Arabesken zeigt. Crivelli stand außerhalb der großen Strömungen der italienischen Renaissancekunst, war aber nicht provinziell, sondern erfand sich ständig neu: „Er bleibt nicht ruhig und ist nie zufrieden mit seiner schöpferischen Begabung. Er gibt sich nicht die Mühe neue Kompositionen zu finden, sondern ist vielmehr ständig auf der Suche nach neuen formellen Lösungen, fast besessen vom Bedürfnis nach einer unmöglichen Perfektion.“.

## Biographie
Was wir über Crivellis Leben wissen, leitet sich her von wenigen Dokumenten und signierten Werken. Zwar ist davon viel verloren gegangen, doch ist es dokumentiert und erlaubt Rückschlüsse.

### Herkunft und Ausbildung

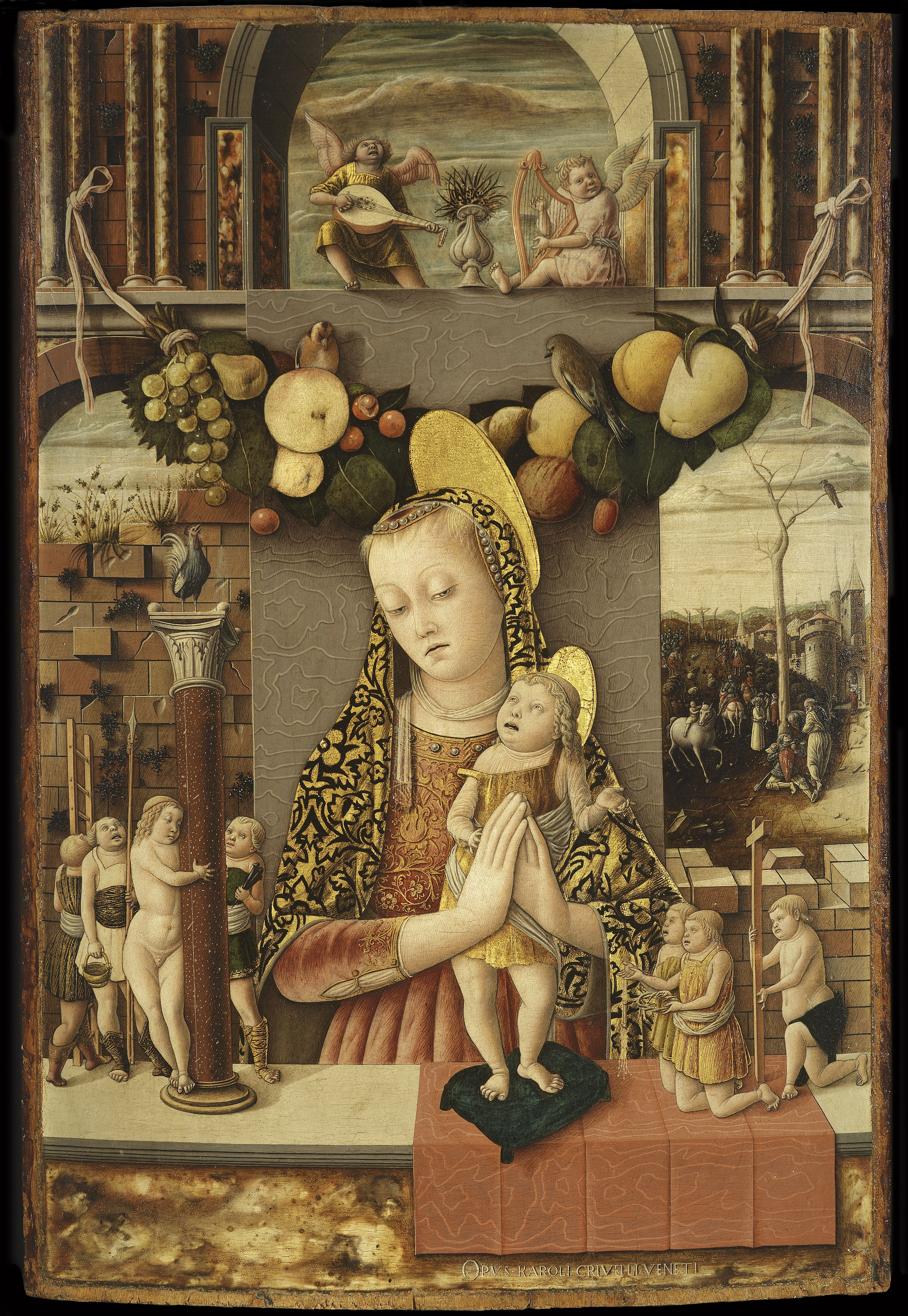
Madonna della Passione (ca. 1460)

Ein Dokument vom 13. Oktober 1444 bescheinigt, dass Carlo Crivelli der Sohn des Malers Iachobus de Chriveris (Jacopo Crivelli) ist, der in Venedig in der Pfarrgemeinde von San Moisè wohnhaft ist. Er hatte einen jüngeren Bruder namens Vittore. Einen weiteren Bruder, der 1834 Ridolfo dal Ricci genannt wird, hat es wahrscheinlich nie gegeben. Von der Malerei des Vaters ist kein einziges Werk bekannt: Vermutlich gehörte er zu den Anhängern des Jacobello del Fiore oder Michele Giambono. Kein Dokument überliefert uns das genaue Geburtsdatum des Malers, was allerdings zwischen den Jahren 1430 und 1435 vermutet wird, da er am 7. März 1457 volljährig gewesen sein muss, sonst wäre er nicht zu sechs Monaten Gefängnis und 200 Lire Bußgeld verurteilt worden. Folgendes wird dazu berichtet: „Weil er sich in Tarsia, die Frau des venezianischen Seemanns Franceso Cortese verliebt hat, sie daher aus dem Haus von dessen Bruder entführte und für viele Monate versteckt hielt. Mit ihr hatte er fleischlichen Kontakt, wobei er gottverachtend das Sakrament der Ehe beschmutzte.“ Der begangene Ehebruch war ein derartiger Skandal und wahrscheinlich ausschlaggebend dafür, dass sich Crivelli aus seiner Heimatstadt Venedig entfernte und er niemals wieder dorthin zurückging.
Trotz fehlender Dokumente vermutet man, dass Carlo Crivelli Lehrling von Antonio Vivarini, Giovanni d’Alemagna und Bartolomeo Vivarini gewesen sein muss. Letzterer war gut im Bilde über die zeitgenössische paduanische Malerei, die auf der Schule von Francesco Squarcione basierte. Von ihr wurde der junge Carlo geprägt, in besonderem Maße vom dalmatischen Altersgenossen Giorgio Schiavone, sowie Andrea Mantegna, Marco Zoppo und die Fiorentiner Filippo Lippi und Donatello, die sich zufällig auf der Durchreise in Padua befanden. Es ist nicht überliefert, ob der Künstler bereits vor seiner Verurteilung in direkten Kontakt mit der paduanischen Schule stand, oder erst mittels der Vivarini.
Im Bezug auf die ersten Jahre in Venedig lässt sich kein Kunstwerk mit Sicherheit auf Crivelli zurückführen. Die Werke, die in seiner Heimatstadt entstanden und die von Carlo Ridolfi 1648 erwähnt werden, sind allesamt verloren, nämlich: San Fabiano und Nozze mistiche di Santa Caterina, die sich in der Kirche von San Sebastiano befanden. Des Weiteren: Storie di San Leone Bembo aus der Kapelle von San Sebastiano bei San Lorenzo.
Dasselbe Schicksal ereilte die Werke, die von Giannantonio Moschini 1664 namentlich erwähnt werden. Ein paar von ihm signierte Madonnen Madonna Huldschinsky in San Diego, Madonna col Bambino e putti in Verona, die sich ursprünglich in venezianischen Klöstern befanden, lassen sich auf die 1460er Jahre zurückführen und zeigen den Einfluss der paduanischen Schule auf, auch wenn Stefano Bottari einen Zusammenhang mit Domenico Veneziano erkennen wollte. Nach der Vermutung von Pietro Zampetti, sei die Madonna Speyer, die sich in der Fondazione Giorgio Cini befindet, noch älter. In ihr erkennt man einen Hauch von Vorrenaissance, begründet auf Jacopo Bellini.

### In Zara
Nach der Festnahme von 1457 landete der Künstler in Padua, wo er sich mit Giorgio Schiavone anfreundete. Diesem folgte er anschließend nach Zara, einer Stadt, die zur damaligen Zeit unter venezianischer Herrschaft stand. Hier wird Crivelli in zwei notariellen Urkunden erwähnt. Eine, vom 23. Juni 1463 und die andere vom 11. September 1465. Er wird als Meister der Malerei, Bewohner und Bürger der dalmatischen Stadt bezeichnet.
Ein Werk aus dieser Zeit ist uns nicht bekannt. Zwei Madonne col Bambino e due angeli, befinden sich heute in New York, die von Prijatelj fälschlicherweise dem Maler zugeschrieben wurden. Diese zeigen jedoch eine gewisse Schwäche in der Zeichnung auf, sodass man davon ausgehen muss, dass sein jüngerer Bruder Vittore, der sich in diesen Jahren auch in der Stadt aufhielt, sie gefertigt haben muss. Womöglich sind die Madonnen, die sich heute in Verona und San Diego befinden, nicht in seiner Heimatstadt, sondern in Zara entstanden.

### Ankunft in den Marken

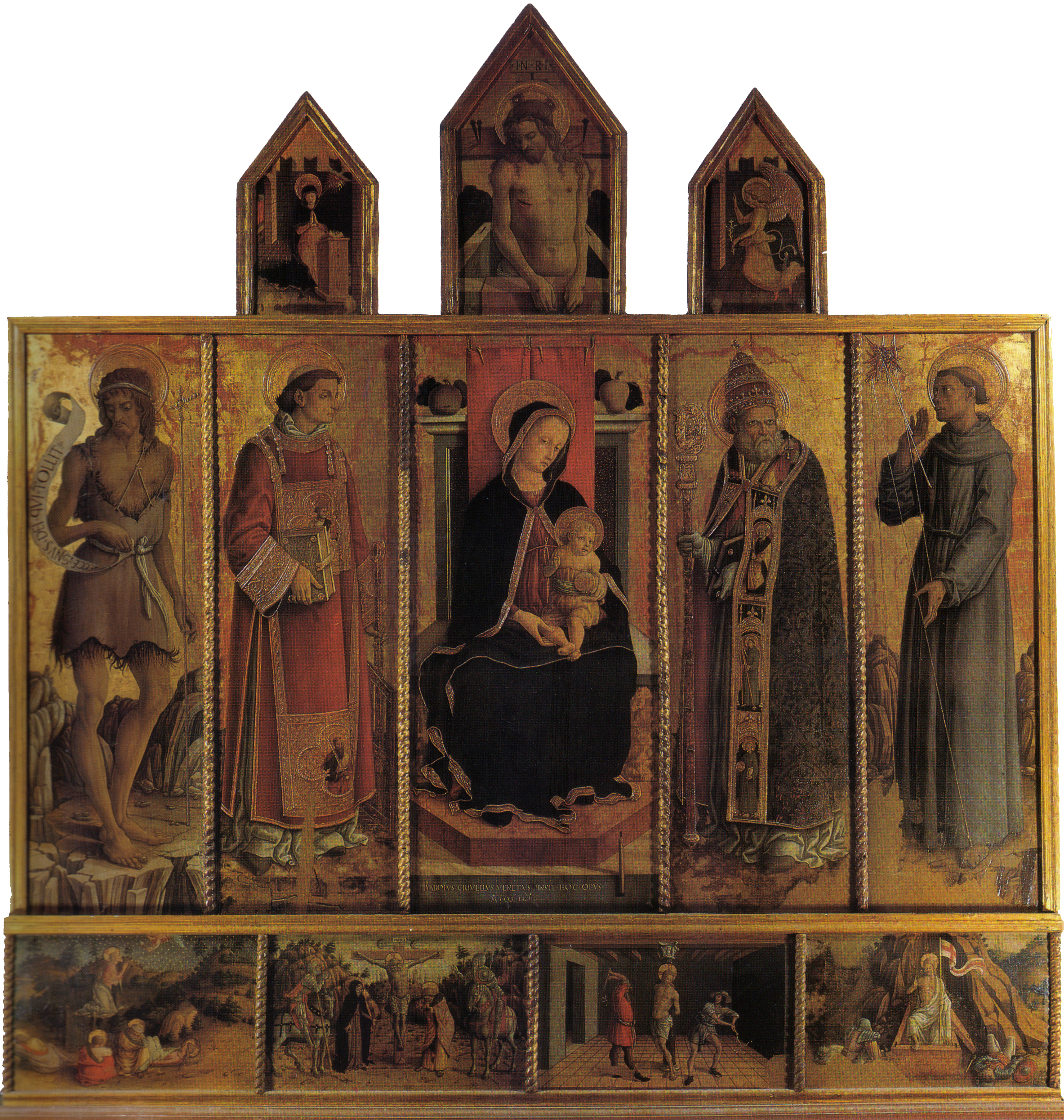
Polittico di Massa Fermana, 1468

Sowohl die Gründe seiner Abfahrt aus Zara als auch der Zeitpunkt der Überquerung der Adria liegen völlig im Dunkeln. Auf jeden Fall signierte er 1468 das Altarbild Polittico di Massa Fermana und befand sich bereits 1469 in Ascoli Piceno, wo er, wie aus Dokumenten hervorgeht, mit einem Bürger in Konflikt geriet. Tatsächlich war er am 16. Februar 1469 in einen Prozess gegen einen gewissen Savino di mastro Giovani d’Ascoli verwickelt. Dazu bevollmächtigte er Ulisse di ser Antonio aus Venedig und Corradino Pasqualucci aus Ascoli mit seinem Fall. Daneben stammen die ersten Werke seiner künstlerischen Laufbahn in den Marken alle aus der näheren Umgebung von Fermo. Darunter ist das Altarbild Polittico di Porto San Giorgio (1470), entworfen für die Kirche von San Giorgio, im Auftrag eines gewissen Giorgio, eines Albaners, der infolge der türkischen Eroberungen in die Marken ausgewandert war.

### Wohnhaft in Ascoli

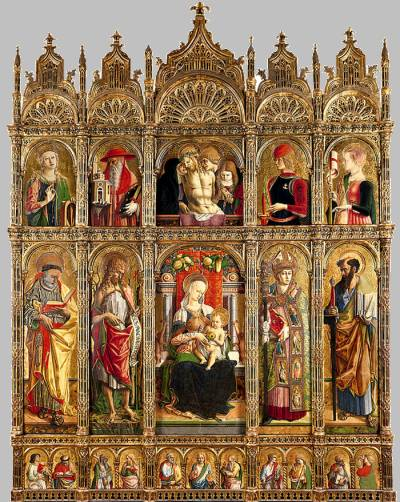
Polittico di Sant’Emidio

Dokumente weisen darauf hin, dass der Künstler ab 1473 in Ascoli dauerhaft sesshaft wurde. Dort entstand auch das Altarbild Polittico di Sant’Emidio in einer Kapelle des Doms. Der Aufenthalt in der Stadt wird darüber hinaus durch den Kauf eines Hauses für zehn Dukaten im Sestiere di San Biagio vom 17. Juni 1478 bestätigt. Zu einem uns unbekannten Zeitpunkt, heiratete er eine gewisse Iolanda in Ascoli. Jene stammte möglicherweise aus Atri in den Abruzzen. Sie schenkte ihm eine Tochter namens Diana und einen kleinen Jungen, der im August 1487 starb. Das Ehepaar adoptierte zudem ein Mädchen namens Biasiola. Man vermutete, dass der Künstler in jenen Jahren die Toscana oder die Stadt Ferrara besuchte, wo Werke von Rogier van der Weyden existierten. Allerdings beweisen keinerlei Dokumente diese Aufenthalte. Viel mehr scheint sich das Leben des Crivelli, ohne Unterbrechung, bis zu seinem Tode in der Umgebung von Ascoli abgespielt zu haben. Sein Ruhm oder sein Unternehmergeist brachten ihn dazu, zahlreiche Orte der Umgebung aufzusuchen, um dort etliche Altarbilder zu malen und zu signieren.

### Aufenthalte in Camerino
Besonders erwähnenswert erscheinen einige Aufenthalte in Camerino, einer Stadt, die unter der Herrschaft der Familie Varano stand und sich in kultureller Blüte befand. Dort waren auch verschiedene Maler tätig, darunter Girolamo di Giovanni und Giovanni Broccati, die Crivelli bereits aus der Schule des Squarcione in Padua her kannte. Darüber hinaus waren einige fremde Meister, wie Nicolò Alunno zugegen, der einen gewissen Einfluss auf den venezianischen Kollegen gehabt haben muss, obwohl er ihm künstlerisch nicht unterlegen war.
1482 signierte Crivelli das Altarbild Polittico di San Domenico di Camerino. Es folgten mehr oder weniger anspruchsvolle Aufträge, in Ascoli und Camerino, weshalb man annimmt, dass der Künstler in den ganzen 80er Jahren sich abwechselnd in beiden Städten aufhielt, wobei die Aufenthalte in der Letzteren länger waren, wie aus einem Dokument von 1488 hervorgeht. Darin wird festgehalten, dass er in der Stadt der Varano einen festen Wohnsitz hatte. In jenen Jahren wurde der herzögliche Palast ausgeschmückt und es scheint der Fall zu sein, dass Crivelli dort ebenfalls tätig war, auch wenn es unmöglich ist, eine dementsprechende Spur in den wenigen fragmentarischen Unterlagen zu finden.
Im fortgeschrittenen Alter übernahm er einige Neuheiten von anderen Künstlern, wie die neue Struktur des Altarbilds gegenüber dem sich wiederholenden Polittico. Ein besonderes Beispiel hierfür ist die Verkündigung von Ascoli aus dem Jahr 1486. Die Besonderheit dieses Werkes, welches sich ursprünglich in der Kirche der Santissima Annunziata in Ascoli Piceno befand, beweist, dass der Künstler die neuen Techniken der Renaissancemalerei perfekt beherrschte. Wenn es wahr ist, dass Crivelli charakterisiert wird durch seine antik anmutende Maltechnik, die auf der Linie venezianischen Tradition von vor Bellini basiert, dann liegt das nicht an der fehlenden Kenntnis der Techniken der Renaissancemalerei, sondern am bewusst gewählten Archaismus des Künstlers.

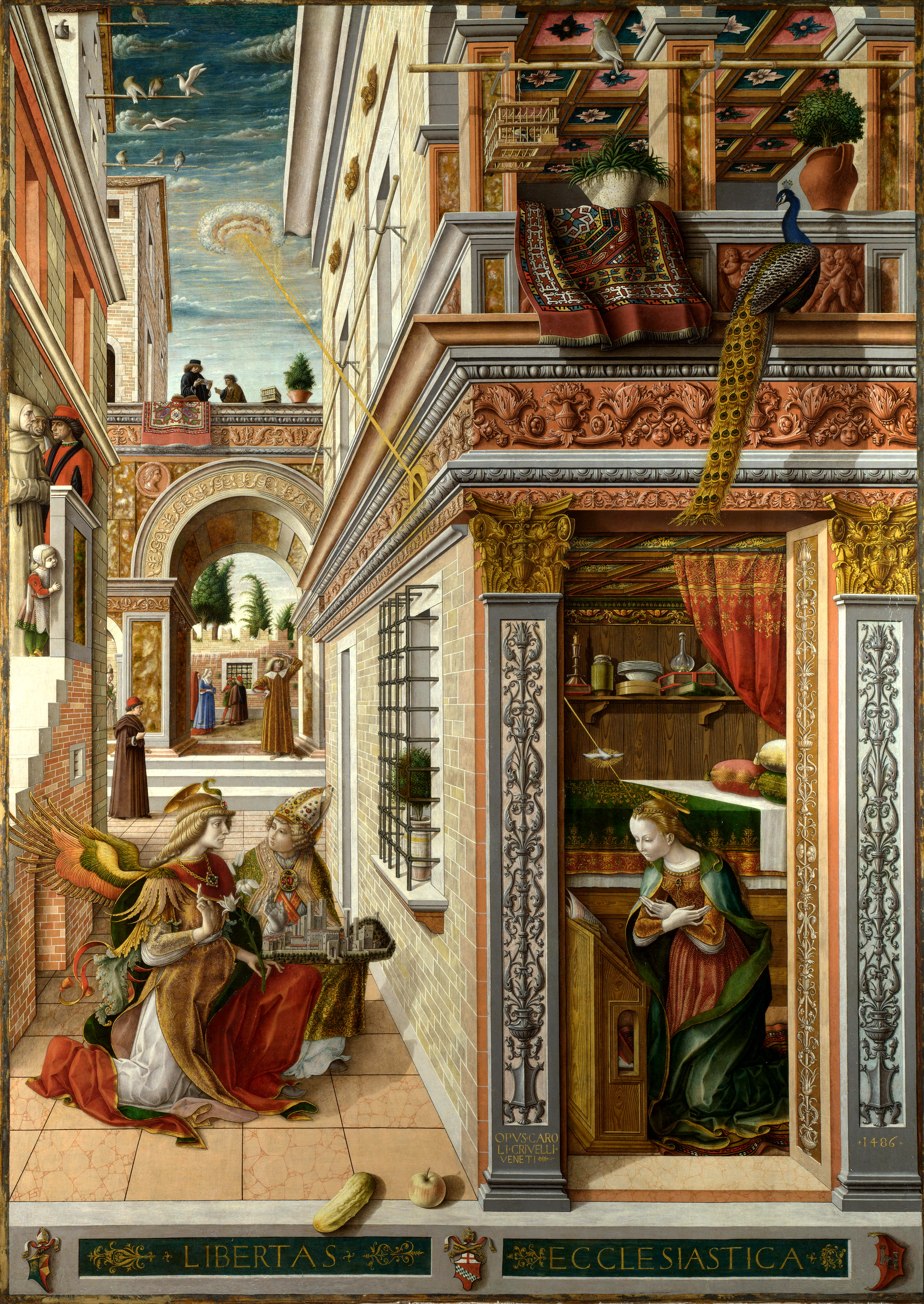
Verkündigung von Ascoli

### Die letzten Jahre
Für das Jahr 1488 wird in Ascoli der Tod seines einzigen Sohnes dokumentiert, von dem man weder das Alter, noch den Namen kennt. Er musste dennoch ziemlich jung gewesen sein, denn anlässlich seiner Beerdigung wird in der Buchhaltung der Stadt eine Schenkung von zwei Pfund Wachs seitens des Künstlers registriert. Dabei handelt es sich um das letzte bekannte Lebenszeichen des Künstlers in der Stadt, während sich die Aufträge von außerhalb häuften. Am 10. Mai 1488 wurde er mit dem Altarbild Polittico del Duomo di Camerino beauftragt, ein eindrucksvolles Werk, vorgesehen für den Hochaltar der Kathedrale von Camerino.
In seinen letzten Lebensjahren war Crivelli ständig unterwegs zwischen Camerino, Matelica, Fabriano und Pergola. In diese Zeit reicht ein bedeutendes Ereignis ins Leben des Künstlers hinein, nämlich die Erteilung des Titels „miles“ (1490) durch Ferdinand von Aragon, dem Prinzen von Capua und künftigem König von Neapel. In einer schwierigen Periode seines Staates, unterhielt Ferdinand gute Beziehungen mit Ascoli, allerdings befand er sich in einem latenten Konflikt mit dem Kirchenstaat, sodass der Prinz im September 1491 den Fluss Tronto überquerte und weite Gebiete von Fermo und Ascoli besetzte, die unter päpstlicher Gerichtsbarkeit standen. Ascoli wurde daher, seit August desselben Jahres wegen zu enger Beziehungen zu Ferdinand von Kardinal Jean Balue exkommuniziert und seine Kirchen ebenfalls mit dem Bann belegt. Während sich Papst Sixtus IV. auf der Suche nach Bündnispartnern befand, um den Gegner aufzuhalten, zog jener seine eigenen Truppen zurück, wobei er die Bewohner von Ascoli mit ihren Problemen alleinließ, „sodass sie viele Demütigungen hinnehmen mussten.“ Seit diesem Zeitpunkt nahm der Titel, den der Maler erhalten hatte, im Bezug auf die umliegenden Staaten der damaligen Zeit einen zweideutigen Zusammenhang an.
Seit jenem Dokument gehört Crivelli zur Familie des Prinzen und wird weder als Venezianer, noch als Maler erwähnt, sondern als Bürger der Stadt Ascoli und getreuer Anhänger der neapolitanischen Monarchie. Immerhin war Ferdinand der Enkel von Francesco Sforza, der lange Zeit der Herr der Stadt war. Die Verleihung des Titels an den Maler muss als Danksagung für die erwiesene Treue der Ascolaner in der Auseinandersetzung mit dem Papst verstanden werden. Seitdem signierte Crivelli seine Werke stets mit dem Titel miles. Nach dem Abzug des Prinzen brachte ihm dieser Ehrentitel Schwierigkeiten ein, was der Grund für seine Abreise aus der Stadt gewesen sein mag. In den letzten Jahren vermehrten sich seine Aufenthalte an verschiedenen Orten. Ein letztes Dokument vom 7. August 1494 beweist seine Anwesenheit in Fabriano, wo er ein Altarbild abgab.

### Der Tod

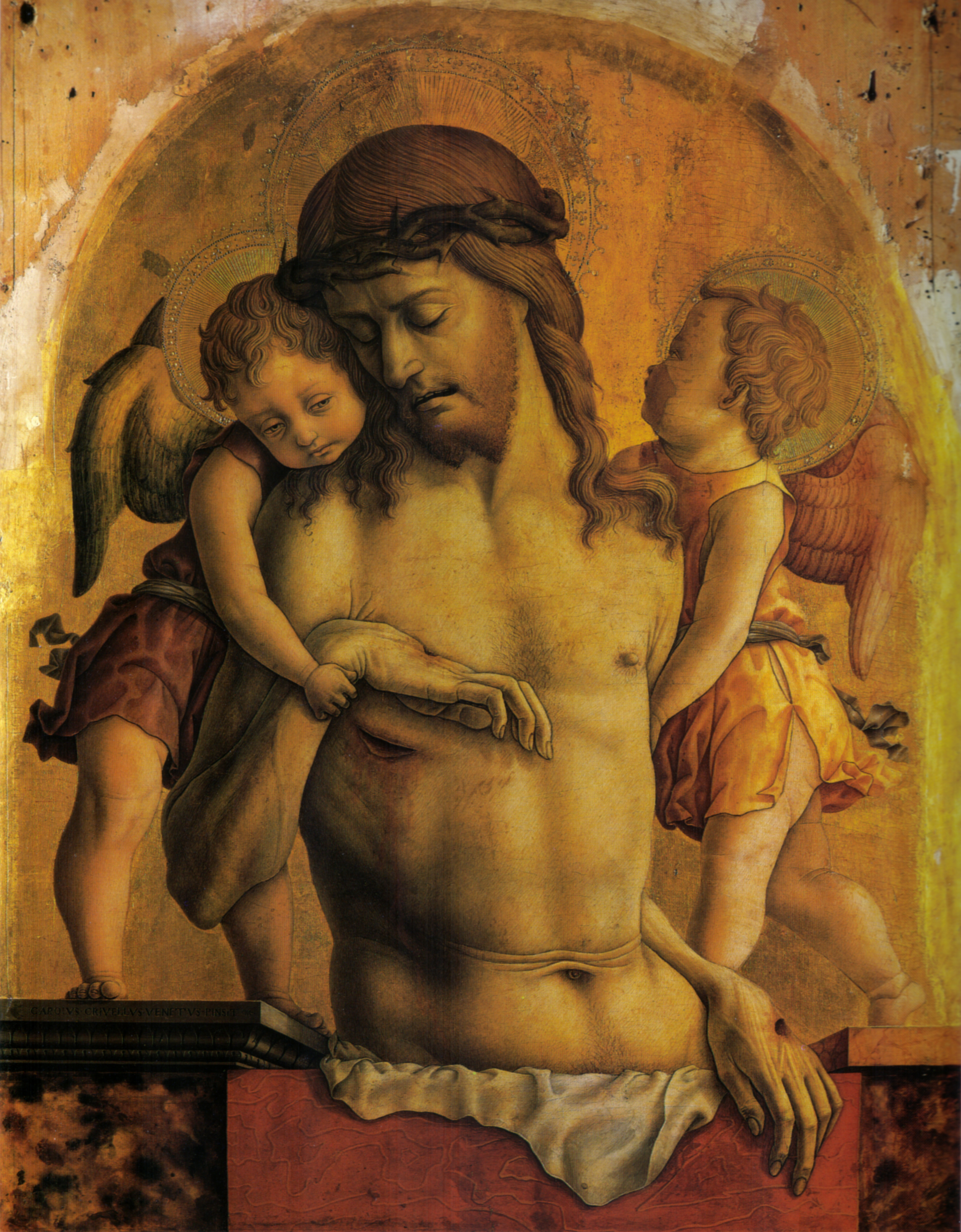
Pietà di Montefiore

Man geht vom Todeszeitpunkt des Malers zwischen der Vollendung des Altarbildes Pala di San Francesco a Fabriano und dem 3. September 1495, als der jüngere Bruder Vittore aus Fermo seinen Anspruch als Universalerbe geltend machen wollte, aus. Dieser legte dar, dass er nichts von der Familiensituation von Carlo gewusst habe. Er erklärte zudem, er wüsste weder etwas von Kindern noch von einer Eheschließung. Schuld daran trüge der jahrelange totale Kontaktmangel zwischen den beiden Brüdern. Im selben Dokument gab Vittore jedoch zu, seinen Bruder im Leben vernachlässigt zu haben und ihm Dank zu schulden, wahrscheinlich auf künstlerischem Gebiet. Eine lokalhistorische Überlieferung schildert, dass Carlo Crivelli in Fermo gestorben und in der Kirche von San Francesco begraben liege. Ein Brief von Vittore an den Magistrat von Ascoli widerlegt jedoch diese Notiz; es steht noch nicht einmal fest, ob er in Ascoli verstarb. Wahrscheinlicher ist, dass er bei seinen Aufenthalten in Pergola, Matelica oder Fabriano das Zeitliche segnete.
Die Familiensituation des Malers lässt sich erst aus Dokumenten erschließen, die nach seinem Tode entstanden sind. Allesamt beziehen sich auf die komplizierte Erbschaftsfrage. Der Name seiner Frau Iolanda taucht zum ersten Mal in einem Dokument des Jahres 1500 auf, nachdem Carlo bereits fünf Jahre tot war. Seine Frau muss viel jünger als er selbst gewesen sein, wenn sie nach dem Ende der Erbschaftsprozesse 1511, im Jahr 1524 immer noch als lebend erwähnt wird. Sie hatte nach dem Tode der Tochter Diana Auseinandersetzungen mit ihrem Schwiegersohn, da sie versuchte, ihn vom Erbe auszuschließen. Nicht einmal Carlo, den Sohn ihrer Stieftochter Biasiola, hatte sie testamentarisch bedacht, obwohl er den Namen seines Adoptivgroßvaters trug.

## Stil
Carlo Crivelli gehörte zwar zu jenen venezianischen Malern, die den Stil der Maler Francesco Squarcione und Andrea Mantegna übernahmen und damit die Formensprache der Renaissance etablierten, doch blieb er in gewisser Weise auch den Traditionen der Gotik treu. Dadurch entwickelte er eine eigenständige, unverkennbare Art der Bildsprache, die von anderen Malern Venetiens völlig unabhängig war. Meist wirken seine Figuren auf den ersten Blick hart und streng. Sie sind von eindringlicher Wirkung. Eine ganz besondere Vorliebe entwickelte er für Dekorationen und prachtvolle Ornamente, mit denen er seine Bilder oftmals zu überladen pflegte. Hierzu gehören auch die auf vielen Gemälden vorhandenen Gurken, die heutzutage eine nahezu surrealistische Wirkung hervorrufen. Teilweise setzte er einzelne Elemente seiner Bilder mit Gips auf, so dass die Werke in einzelnen Partien wie ein Relief wirken. Diesem Stil blieb Crivelli bis zum Lebensende treu.

## Nachwirken
Carlo Crivellis Schaffen war sehr verwurzelt mit dem Gebiet der Marken. Besonders beeinflusste er seinen jüngeren Bruder Vittore, ebenso die Maler Pietro Alemanno, den jungen Cola dell’Amatrice, sowie viele andere, darunter Lorenzo d’Alessandro und Stefano Folchetti. Vincenzo Pagani wechselte vom Einfluss Crivellis zu dem von Lorenzo Lotto, also zwischen den zwei großen Venezianern der markischen Kunst.

## Werke
| Alle seine Bilder sind in Tempera auf Holz ausgeführt. - Madonna Speyer, ca. 1455, 28 × 18 cm, Venedig, Fondazione Giorgio Cini - Madonna Huldschinsky, ca. 1460, 62 × 40 cm, San Diego, San Diego Museum of Art - Madonna della Passione, ca. 1460, 71 × 48 cm, Verona, Museo di Castelvecchio - Madonna col Bambino e due angeli (attr.), ca. 1465, 68 × 47 cm, Zagreb, Sammlung Cata Dujšin-Ribar - Madonna col Bambino e due angeli (attr.), ca. 1465, 41 × 35 cm, New York, Sammlung Bayer - Polyptychon von Massa Fermana, 1468, 184 × 179 cm, Massa Fermana, Ss Lorenzo, Silvestro e Rufino - Polittico di Porto San Giorgio, 1470, zerteilt - Madonna Cook, 129,5 × 54,4 cm, Washington, D.C., National Gallery of Art - Santi Pietro e Paolo, 87 × 44 cm, London, National Gallery - Hl. Georg mit dem Drachen, 90 × 46 cm, Boston, Isabella Stewart Gardner Museum Inv. P16e13 - - Santi Caterina d’Alessandria e Girolamo, 35 × 48,9 cm, Tulsa, Philbrook Art Center - Santi Antonio abate e Lucia, 34,5 × 47,5 cm, Krakau, Muzeum Narodowe - Pietà, 45 × 117 cm, Detroit, Detroit Institute of Arts - Madonna col Bambino, 1470 circa, 59 × 40 cm, Macerata, Palazzo Buonaccorsi - Pietà, 1470 circa, 87,5 × 73 cm, Cambridge (Massachusetts), Fogg Art Museum 1924.21 - Polittico di Montefiore dell’Aso, 1471 circa, zerteilt - Madonna in trono col Bambino, 180 × 65 cm, Brüssel, Musée Royaux des Beaux-Arts de Belgique - Santa Caterina d’Alessandria, 174 × 54 cm, Montefiore dell’Aso, Polo museale di San Francesco - San Pietro apostolo, 174 × 54 cm, Montefiore dell’Aso, Polo museale di San Francesco - Santa Maria Maddalena, 174 × 54 cm, Montefiore dell’Aso, Polo museale di San Francesco - San Francesco, 180 × 54 cm, Brüssel, Musée Royaux des Beaux-Arts de Belgique - Pietà, 72,5 × 55,5 cm, London, National Gallery - Beato Giovanni Duns Scoto, 74 × 54 cm, Montefiore dell’Aso, Polo museale di San Francesco - Santa Chiara, 74 × 54 cm, Montefiore dell’Aso, Polo museale di San Francesco - San Ludovico da Tolosa, 74 × 54 cm, Montefiore dell’Aso, Polo museale di San Francesco - Salvator Mundi, ca. 1470–72, 30,3 × 21,6, Williamstown, Sterling and Francine Clark Art Institute Inv. 1955.932 - Sant’Andrea, 30 × 22,5 cm, Honolulu, Honolulu Academy of Art - San Giovanni evangelista, 31 × 23 cm, Detroit, Detroit Institute of Arts - San Pietro, 31 × 23 cm, Detroit, Detroit Institute of Arts - Apostolo con cartiglio, 30 × 21 cm, New York, Metropolitan Museum - Apostolo barbuto, 30 × 22 cm, Honolulu, Honolulu Academy of Art - San Luca, 30 × 20,5 cm, Banbury (Oxfordshire), Upton House - Apostolo leggente, 30 × 20,5 cm, Banbury (Oxfordshire), Upton House - Polittico del 1472, 1472, zerteilt - Madonna Linsky, 94 × 42 cm, New York, Metropolitan Museum - San Giacomo, 95 × 39 cm, New York, Brooklyn Museum - San Nicola di Bari, 96 × 32,5 cm, Cleveland, Cleveland Museum of Art - San Domenico, 94 × 27 cm, New York, Metropolitan Museum - San Giorgio, 95 × 33 cm, New York, Metropolitan Museum - Deposizione, 68 × 45 cm, Philadelphia, Museum of Art - Cristo benedicente, 28,8 × 26,2 cm, El Paso, El Paso Museum of Art - San Pietro, 28 × 15,5 cm, New Haven, Yale University Art Gallery - San Bartolomeo, 28 × 15,5 cm, Mailand, Pinacoteca del Castello Sforzesco - San Giovanni Evangelista, 28 × 15,5 cm, Mailand, Pinacoteca del Castello Sforzesco - San Filippo Apostolo, 28 × 15,5 cm, Amsterdam, Sammlung Ernst Proehl - Madonna che allatta il Bambino, 1472 circa, 127 × 63 cm, Corridonia, Museo parrocchiale - Madonna di Poggio Bretta, 1472 circa, 71 × 50 cm, Ascoli Piceno, Museo diocesano - Primo trittico di Valle Castellana, 1472–1473 circa, 207 × 145 cm, Ascoli Piceno, Pinacoteca civica - Secondo trittico di Valle Castellana, 1472–1473 circa, 133 × 130 cm, Ascoli Piceno, Pinacoteca civica - Madonna Lenti, 1472–1473 circa, 35 × 23 cm, 35 × 23 cm, New York, Metropolitan Museum Inv. 49.7.5 - Polittico di Sant'Emidio, 1473, 270 × 270 cm, Ascoli Piceno, Cattedrale di Sant’Emidio - Polittico di San Domenico di Ascoli Piceno oder del 1476, 1476, zerteilt - San Giovanni Battista, 138 × 40 cm, London, National Gallery - San Pietro, 138 × 40 cm, London, National Gallery - Madonna col Bambino, 148 × 63 cm, London, National Gallery - Santa Caterina d’Alessandria, 138 × 40 cm, London, National Gallery - San Domenico, 138 × 40 cm, London, National Gallery - San Francesco, 61 × 40 cm, London, National Gallery - Sant’Andrea, 61 × 40 cm, London, National Gallery - Pietà, 69 × 63,5 cm, New York, Metropolitan Museum - Santo Stefano, 61 × 40 cm, London, National Gallery - San Tommaso d’Aquino, 61 × 40 cm, London, National Gallery - Polittico minore di San Domenico, 1476, zerteilt - Madonna mit Kind, 106,5 × 56 cm, Budapest, Szépművészeti Múzeum Inv. 75 - San Michele Arcangelo, 91 × 26 cm, London, National Gallery - San Girolamo, 91 × 26 cm, London, National Gallery - San Pietro martire, 91 × 26 cm, London, National Gallery - Santa Lucia, 91 × 26 cm, London, National Gallery - San Giacomo della Marca, 1476, 195 × 61 cm, Paris, Louvre - Heilige Maria Magdalena, ca. 1476, 152 × 49 cm, Amsterdam, Rijksmuseum Inv. SK-A-3989. | - Madonna Lochis, 1476–1480 circa, 33 × 45 cm, Bergamo, Accademia Carrara - mit Vittore Crivelli: Polittico di Monte San Martino, ca. 1477–1480, 285 × 227 cm, Monte San Martino, Chiesa di San Martino Vescovo - Madonna col Bambino che regge una mela, 1480 circa, 43 × 33 cm, London, Victoria and Albert Museum - Madonna col Bambino, 1480 circa, 21 × 15 cm, Ancona, Pinacoteca civica Francesco Podesti - San Sebastiano, 1480–1485 circa, 42 × 10 cm, Mailand, Museo Poldi Pezzoli - San Rocco, 1480–1485 circa, 43 × 11 cm, London, Wallace Collection - Kreuzigung Christi, ca. 1480–1485, 65 × 55 cm, Chicago, Art Institute of Chicago Inv. 1929.862 - Madonna col Bambino e un piccolo frate francescano orante, 1482, 135 × 62 cm, Rom, Pinacoteca Vaticana Inv. MV.40297.0.0 - Polittico di San Domenico di Camerino, 1482, zerteilt - Madonna col Bambino che stringe un fringuello, 190 × 78 cm, Mailand, Pinacoteca di Brera - Santi Pietro e Domenico, 170 × 60 cm, Mailand, Pinacoteca di Brera - Santi Pietro martire e Venanzio, 170 × 60 cm, Mailand, Pinacoteca di Brera - Verkündigungsengel Gabriel, 54 × 38 cm, Frankfurt am Main, Städel Inv. 841 - Maria Annunziata, 54 × 38 cm, Frankfurt am Main, Städel Inv. 841A - Auferstehung, 50 × 70 cm, Riggisberg, Abegg-Stiftung, ehemals Zürich, Sammlung Abegg-Stockar - Santi Antonio Abate, Girolamo e Andrea, 25 × 62 cm, Mailand, Pinacoteca di Brera - Santi Giacomo maggiore, Bernardino da Siena e Nicodemo, 25 × 60 cm, Mailand, Pinacoteca di Brera - Pietà Panciatichi, 1485, 87 × 52 cm, Boston, Museum of Fine Arts - Cristo morto sorretto da due angeli, 1485 circa, 15 × 12 cm, Paris, Louvre - Beato Gabriele Ferretti in estasi, 1485–1489 circa, 141 × 87 cm, London, National Gallery - Kreuzigung, ca. 1485, 218 × 75 cm, Mailand, Pinacoteca di Brera - Verkündigung mit dem Hl. Emidius (Verkündigung von Ascoli), 1486, 207 × 146 cm, London, National Gallery Inv. NG739 - Polittico di San Lorenzo in Castel San Pietro, 1486–1488 - San Giovanni Battista (Fragment), 73 × 35 cm, Oxford, Ashmolean Museum - Sant’Agostino, 132 × 35 cm, Tokio, Nationalmuseum für westliche Kunst - San Lorenzo (Fragment), 58 × 38 cm, Privatsammlung - Santo vescovo (Fragment), 57 × 38 cm, Utrecht, Museum Catharijneconvent, ehemals im Erzbischöflichen Museum - Pala di San Pietro di Muralto, 1488–1489, zerteilt - Thronende Maria mit dem Kind, die Schlüsselübergabe an den Apostel Petrus und mit den Heiligen Johannes Capistranus, Emidius, Franziskus, Ludwig von Toulouse, dem seligen Giacomo della Marca und einem Bischof, 191 × 196 cm, Berlin, Gemäldegalerie Inv. 1156A - Pietà, 106 × 203 cm, Rom, Pinacoteca Vaticana Inv. MV.40300.0.0 - Heiliger Bonaventura, 58 × 30 cm, Berlin, Gemäldegalerie Inv. 1156B - Heiliger Benedikt, 58 × 30 cm, Berlin, Gemäldegalerie Inv. 1156C - Heiliger Domenicus, 58,5 × 30,5 cm, Maastricht, Bonnefantenmuseum Inv. 1003405 - Heiliger Augustinus, 58 × 30 cm, Rom, Galleria Colonna - Heiliger Antonius von Padua, 58,5 × 30,5 cm, Maastricht, Bonnefantenmuseum Inv. 1003406 - Heiliger Bernhard und heilige Katherina von Siena, 58 × 30 cm, Worcester, Worcester Art Museum Inv. 1940.33 - Polittico del Duomo di Camerino, 1490 circa, 340 × 474 cm, zerteilt - Madonna della Candeletta, 218 × 75 cm, Mailand, Pinacoteca di Brera - Santi Pietro e Paolo, 217 × 47 cm, Venedig, Gallerie dell’Accademia - Santi Ansovino e Girolamo, 187 × 71 cm, Venedig, Gallerie dell’Accademia - Sant’Agostino, 51 × 15 cm, Avignon, Musée du Petit Palais - San Nicola, 51 × 15 cm, Avignon, Musée du Petit Palais - Santa Caterina da Siena, 51 × 15 cm, Avignon, Musée du Petit Palais - Santa Lucia, 51 × 15 cm, Avignon, Musée du Petit Palais - Vier Heilige: Hl. Antonius Abbas, Hl. Christophorus, Hl. Sebastian, Hl. Thomas von Aquin, je 51 × 15 cm, Denver, Denver Art Museum Inv. 1956.92 - Santa Caterina di Alessandria, 48 × 13 cm, Florenz, Museo Stibbert - San Domenico, 48 × 13 cm, Florenz, Museo Stibbert - San Francesco che riceve le stigmate, 51 × 15 cm, Portland, Portland Art Museum - Beato Beato Ugolino Magalotti da Fiegni (?), 51 × 15 cm, Portland, Portland Art Museum - Madonna col Bambino tra i santi Francesco e Bernardino con piccolo donatore orante, 1490 circa, 97,9 × 83,3 cm, Baltimore, Walters Art Museum - Madonna Castiglioni, 1490 circa, 39 × 31 cm, Washington, D.C., National Gallery of Art - Madonna della Rondine (Pala Ottoni), ca. 1490–1492, 105,5 × 107 cm, London, National Gallery Inv. NG724 - Predella: Hl. Katharina von Alexandrien, 29 × 21 cm, Hl. Hieronymus als Büßer, 29 × 33 cm, Geburt, 29 × 37 cm, Martyrium des Hl. Sebastian, 29 × 32,5 cm, Hl. Georg und der Drache, 29 × 21 cm - Anbetung der Hirten, ca. 1490–1492, 37 × 51 cm, Straßburg, Musée des Beaux-Arts - Sangue di Cristo raccolto da san Francesco, 1490–1500 circa, 19 × 13 cm, Mailand, Museo Poldi Pezzoli - Madonna col Bambino in trono tra i santi Francesco e Sebastiano, 1491, 173 × 145 cm, London, National Gallery - Madonna col Bambino, 1491 circa, 60 × 44,5 cm, New York, Sammlung Duveen (?) - Annunciazione (zugeschrieben), 1491 circa, Amatrice, Chiesa di Sant’Agostino - Santa Caterina d’Alessandria, 1491–1494 circa, 38 × 19 cm, London, National Gallery - Santa Maria Maddalena, 1491–1494 circa, 37,5 × 18,5 cm, London, National Gallery - Immacolata Concezione, 1492, 189 × 90 cm, London, National Gallery - Pala di San Francesco a Fabriano, um 1493 - Incoronazione della Vergine, 255 × 225 cm, Mailand, Pinacoteca di Brera - Pieta, 128 × 225 cm, Mailand, Pinacoteca di Brera - Cristo benedicente, 25 × 25 cm, Rom, Museo di Castel Sant'Angelo - Sant’Onofrio, 28 × 25 cm, Rom, Museo di Castel Sant'Angelo - Santi Ludovico di Tolosa, Girolamo e Pietro, 28 × 76 cm, Paris, Musée Jacquemart-André - Santi Paolo, Giovanni Crisostomo e Basilio, 28 × 76 cm, Paris, Musée Jacquemart-André - San Bernardino da Siena, 28 × 25 cm, Esztergom, Keresztény Múzeum (Christliches Museum) - Sant’Antonio da Padova, 28 × 22 cm, Esztergom, Keresztény Múzeum (Christliches Museum) - San Domenico, 28 × 22 cm, Esztergom, Keresztény Múzeum (Christliches Museum) Zeichnung - Hl. Petrus, ca. 1471, Tinte auf Papier, 20 × 11,5 cm, Cambridge (Massachusetts), Fogg Art Museum 1932.280 |